# Rhynchostegium globipyxis
Rhynchostegium globipyxis är en bladmossart som beskrevs av Kindberg 1888. Rhynchostegium globipyxis ingår i släktet näbbmossor, och familjen Brachytheciaceae. Inga underarter finns listade i Catalogue of Life.